# Open Service Access
Open Service Access oder auch Open Service Architecture (OSA) ist ein Teil des UMTS-Netzes. OSA definiert, wie Mehrwertdienste in einem UMTS-Netz realisiert werden.
Die OSA-Spezifikation ist ein Teil der Spezifikation des 3rd Generation Partnership Project (3GPP) und wird durch das 3GPP und ETSI veröffentlicht. Die Programmierschnittstelle (API) bezeichnet man als Parlay oder Parlay/OSA, sie wird in Zusammenarbeit von 3GPP, ETSI und der Parlay-Gruppe entwickelt.
Die Begriffe Open Service Access und Open Service Architecture werden häufig synonym verwendet, was in vielen Fällen verwirrend ist. Ab dem Jahr 2000 wurden alle Spezifikationen des 3GPP unter dem Begriff Open Service Access veröffentlicht. Ältere, bereits veröffentlichte Spezifikationen, welche die Abkürzung Open Service Architecture verwendeten, wurden nicht angepasst. Heute findet man besonders in Publikationen von Dritten immer noch beide Varianten.